# New York Red Bulls 2012
 Questa voce raccoglie le informazioni riguardanti il New York Red Bulls nelle competizioni ufficiali della stagione 2012.

## Stagione
I New York Red Bulls terminano il campionato al 3º posto di Eastern Conference e in quarta posizione nella classifica generale, qualificandosi ai play-off in cui arrivano fino alle semifinali di conference, dove pareggiarono all'andata (1-1) contro il D.C. United per poi venire sconfitti ed eliminati al ritorno con il punteggio di 1-0.

## Maglie e sponsor
| Casa | Trasferta |

## Rosa
| N. |                        | Ruolo | Calciatore        |
| -- | ---------------------- | ----- | ----------------- |
| 2  | Colombia (bandiera)    | D     | Wilman Conde      |
| 3  | Stati Uniti (bandiera) | D     | Heath Pearce      |
| 4  | Messico (bandiera)     | D     | Rafael Márquez    |
| 5  | Svezia (bandiera)      | D     | Markus Holgersson |
| 6  | Finlandia (bandiera)   | C     | Teemu Tainio      |
| 7  | Costa Rica (bandiera)  | D     | Roy Miller        |
| 8  | Norvegia (bandiera)    | C     | Jan Gunnar Solli  |
| 9  | Inghilterra (bandiera) | A     | Sébastien Le Toux |
| 10 | Inghilterra (bandiera) | C     | Lloyd Sam         |
| 11 | Stati Uniti (bandiera) | C     | Dax McCarty       |
| 12 | Stati Uniti (bandiera) | D     | John Borrajo      |
| 14 | Francia (bandiera)     | A     | Thierry Henry     |
| 15 | Stati Uniti (bandiera) | D     | Tyler Ruthven     |
| 16 | Stati Uniti (bandiera) | C     | Connor Lade       |
| 17 | Australia (bandiera)   | C     | Tim Cahill        |

| N. |                        | Ruolo | Calciatore       |
| -- | ---------------------- | ----- | ---------------- |
| 18 | Stati Uniti (bandiera) | P     | Ryan Meara       |
| 20 | Estonia (bandiera)     | C     | Joel Lindpere    |
| 22 | Stati Uniti (bandiera) | D     | Stephen Keel     |
| 24 | Stati Uniti (bandiera) | P     | Jeremy Vuolo     |
| 25 | Stati Uniti (bandiera) | D     | Brandon Barklage |
| 27 | Colombia (bandiera)    | A     | Jhonny Arteaga   |
| 31 | Stati Uniti (bandiera) | P     | Luis Robles      |
| 33 | Stati Uniti (bandiera) | A     | Kenny Cooper     |
| 44 | Islanda (bandiera)     | D     | Victor Pálsson   |
| 88 | Portogallo (bandiera)  | P     | Bill Gaudette    |
| 99 | Colombia (bandiera)    | A     | José Angulo      |